# Molophilus (Molophilus) upjohni
Molophilus (Molophilus) upjohni is een tweevleugelige uit de familie steltmuggen (Limoniidae). De soort komt voor in het Australaziatisch gebied.